# William Flackton
William Flackton (Canterbury, 27 marzo 1709 – Canterbury, 5 gennaio 1798) è stato un compositore, editore, organista e violista britannico.

## Vita
Flackton, nato a Canterbury, era il più grande dei figli sopravvissuti di John Flackton e Catharine Sharp. Mostrò fin da piccolo attitudini musicali e dall'età di 7 anni, dal 1716 al 1725, ricevette un'istruzione musicale come ragazzo cantore nella cattedrale di Canterbury. In questo periodo iniziò anche un apprendistato presso il libraio Edward Burges e nel 1730 aprì la sua libreria e casa editrice, specializzandosi in libri di seconda mano e di antiquariato. Dal 1738 si mise in società con il fratello John e in seguito anche con due suoi apprendisti: la società si chiamò "Flackton and Marrable" dal 1774 e poi "Flackton, Marrable and Claris" dal 1784. L'English Short Title Catalogue registra più di 60 libri pubblicati da loro. Fra il 1735 e il 1752 fu organista nella parrocchia della città limitrofa di Faversham. Nel 1730 iniziò a organizzare i concerti pubblici a Canterbury e in poco tempo divenne l'organizzatore più importante della città. Come collezionista di musica lasciò, insieme all'organista di Canterbury Daniel Henstridge (1650 circa–1736), una raccolta di manoscritti di musica sacra inglese del XVII e XVIII secolo oggi custodita nella British Library (Collezione Flackton).

## Opere
Le composizioni di Flackton non corrispondono allo stile della loro epoca, ma si orientano, come le sonate per viola, in parte a modelli del primo XVIII secolo; inoltre, si scorge in esse l'influenza di Francesco Geminiani.
Queste sonate sono concepite per colmare la mancanza di letteratura solistica per viola. Fra le altre opere di Falckton di cui disponiamo vi sono composizioni vocali, in parte con accompagnamento strumentale, come Lied, inni, anthem e una cantata. Le sue opere strumentali sono costituite da 6 sonate in trio per due violini e basso continuo (1758), 3 soli per viola e basso continuo e 3 per violoncello e basso continuo (op. 2, 1770 circa), 6 ouverture per clavicembalo (op. 3, 1771), e due ulteriori soli (uno per viola e uno per violoncello) con basso continuo (1776, senza opus ma ideale prosecuzione dell'op. 2).
Nella prefazione alle sue sonate per il tenor (o tenor-violin; queste erano le denominazioni inglesi comuni all'epoca per la viola) Flackton ringrazia esplicitamente "Mr. Abel" (Karl Friedrich Abel) per la revisione e la correzione del manoscritto ed esprime la speranza che la raccolta "possa stimolare simili lavori ad opera di mani più abili, stabilendo maggior venerazione e gusto per questo eccellente benché molto negletto strumento".
Si ipotizza che Flackton possa essere l'autore del metodo per viola Complete Instructions for the Tenor, pubblicato intorno al 1790.